# Herzstelle

Wappenfelder

Als Herzstelle wird in der Heraldik der mittlere oder Platz 5 (bei einer Neunerteilung) im Wappenschild bezeichnet. Diese Stelle gilt als Ehrenplatz und wird mit dem wichtigsten Wappenelement des Wappenträgers belegt. Auf die Herzstelle wird bei größeren Wappen der Herzschild aufgelegt.
Die Felder oder Plätze rechts der Herzstelle (4) werden mit rechte Hüftstelle oder rechte Herzstelle, die links liegenden mit linker Hüftstelle  oder linke Herzstelle (6) beschrieben.
Eine weitere Erklärung, die auf einer Einteilung in älterer Literatur basiert, erklärt folgendermaßen: Wird ein Schild viermal geteilt, so entstehen fünf Plätze oder Stellen. Beginnend oben mit  dem Schildhaupt folgt darunter die Ehrenstelle oder Bruststelle, dann die Herzstelle in Wappenmitte und vor dem Schildfuß oder der Fußstelle ist die Nabelstelle.
Die Herzstelle wird auch als Mittelstelle benannt. Vom letzten Begriff abgeleitet ist eine Vierung auf der Herzstelle die Mittelvierung.